# Sint-Bernadettekerk (Rozendaal)
De Sint-Bernadettekerk (Frans: Église Sainte-Bernadette) is een rooms-katholieke parochiekerk in de plaats Rozendaal, gelegen aan de Rue Albert-Mahieu, behorend tot de Franse gemeente Duinkerke in het Noorderdepartement.

## Geschiedenis
In 1939 begon men met de bouw van deze kerk op het glacis van de wallen van Duinkerke, naar ontwerp van Jean Morel. 
Na de Tweede Wereldoorlog werd besloten de definitieve kerk op een andere plaats te bouwen, namelijk langs een centrale verkeersas. Deze kerk was een ontwerp van Gaston Leclercq, Ludwik Peretz en Maurice Salembier. De bouw van deze kerk vond plaats van 1966-1968.

## Gebouw
Het betreft een zaalkerk met een trapeziumvormige plattegrond. Het geheel in de stijl van het naoorlogs modernisme, hier gekenmerkt door gebogen contouren van gevels en dak. Een klokkentoren is half ingebouwd in de gevel.